# 非裔伊拉克人
非裔伊拉克人，是指祖先是黑人的伊拉克人，多数分布於巴士拉，信伊斯蘭教與講阿拉伯語。

## 歷史
最早非裔伊拉克人是從蘇丹、埃塞俄比亞和東非其他地區如桑給巴爾帶來的奴隸與水手，名为津芝或贊吉。九世纪時他們作為奴隸被阿拉伯人帶到伊拉克當挖掘水道工人，盐矿工人與甘蔗園工人。
為了抗議他們的待遇，曾经在869-883年反巴格達的哈里發。他们建立了自己城市moktara，哈里發在883年平定他們。之后没大规模奴役只有個别奴隸生存至十九世纪。
在今天的伊拉克，儘管種族主義違背了伊斯蘭教和1921年通過的伊拉克王國的法律制度，但黑人少數群體仍受到各種形式的歧視。雖然奴隸制被認為已被根除，但非裔伊拉克人在伊拉克阿拉伯部落長老的家中充當僕人。黑人被公眾認為是「劣等的」， 大多數伊拉克人反對黑人和薩達特（謝赫，賽義德）通婚。“abd”（奴隸）這個詞被伊拉克人用來侮辱黑人。沒有一個非裔伊拉克人能夠擔任政府部長、國民議會議員或市議會議員。

## 社會條件
不同於十九世纪的美國黑奴，他們可擁有土地與子女不再是奴隸。信仰伊斯蘭教後他們也與當地人融合。

## 非洲遗產
他們説斯瓦希里語，他們中有些人有一儀式名努巴象徵他们來自努比亞。